# Chlorophorus diadema
Chlorophorus diadema es una especie de escarabajo longicornio del género Chlorophorus. Fue descrita científicamente por Motschulsky en 1854.
Se distribuye por China, Japón, Mongolia, Corea y Rusia. Mide 8-14 milímetros de longitud. El período de vuelo de esta especie ocurre en los meses de enero, julio y agosto.
Parte de la dieta de Chlorophorus diadema se compone de plantas de las familias Rhamnaceae, Punicaceae, Betulaceae, entre otras.